# Thomas Imbach

Thomas Imbach (2014)

Thomas Imbach (* 19. Dezember 1962 in Luzern) ist ein Schweizer Filmemacher.

## Leben und Wirken
Nach einer kurzen Studienzeit an der Universität Basel (Geschichte und Philosophie) begann Thomas Imbach, seine ersten Kinofilme zu realisieren. Imbach hat in seiner bisherigen Arbeit  Grenzen ausgelotet zwischen Fiktion und Dokumentarfilm, Film und Video  sowie traditionellem Kinohandwerk und neuen Technologien.
Als einer der ersten Filmemacher setzte er Handycams für Kinoproduktionen ein und erweiterte so in Filmen wie Well Done (1994) und Ghetto (1997) die Grenzen bei der Arbeit mit Laiendarstellern. Seit Happiness Is a Warm Gun (2001) führt er seine aus dem Dokumentarfilm entwickelten Methoden mit Schauspielern weiter.
Thomas Imbach gilt derzeit als einer der eigenwilligsten und konsequentesten Schweizer Filmemacher.
International erhielt er für seine Arbeit diverse Preise. Daneben unterrichtet Imbach regelmässig an verschiedenen Filmschulen. Thomas Imbach lebt in Zürich.

## Filmografie
- 1988: Schlachtzeichen (Dokumentarspielfilm)
- 1991: Restlessness (Spielfilm)
- 1991: Mai feiern (Tagebuchfilm)
- 1992: Shopville-Platzspitz (Film-Installation)
- 1994: Well Done (Dokumentarfilm)
- 1997: Ghetto (Dokumentarfilm)
- 1998: Nano Babies (Science-Fiction-Essay, Ko-Regie mit Jürg Hassler)
- 2001: Happiness Is a Warm Gun (Spielfilm)
- 2002: happy too (Essayfilm)
- 2006: Lenz (Spielfilm)
- 2007: I was a Swiss Banker (Spielfilm)
- 2011: Day Is Done (fiktive Autobiografie)
- 2013: Mary Queen of Scots (Biografie von Maria Stuart)
- 2018: Glaubenberg (Autobiographisch inspirierter Spielfilm)
- 2020: Nemesis (Dokumentarfilm)
- 2023: Say God Bye (Dokumentarfilm)
- 2025: The Exposure (Spielfilm)

## Auszeichnungen
- Studienprämie EDI für Schlachtzeichen
- Qualitätsprämien EDI für Happiness Is a Warm Gun, Ghetto, Well Done und Restlessness
- Zürcher Filmpreis 1994 für Well Done
- Anerkennungspreis der Stadt Luzern 1994 für Well Done
- FIPRESCI-Preis der internationalen Filmkritik, Leipzig für Well Done
- Premio Giampaolo Paoli, Florenz für Ghetto
- Best Documentary, Internationales Filmfestival Mannheim-Heidelberg für Ghetto
- Zürcher Filmpreis 2001 für Happiness Is a Warm Gun
- Zürcher Filmpreis 2007 für I Was a Swiss Banker
- „Honorable Mention“ der Millennium Award Jury, Planete Doc Film Festival, (Warschau) für Day is Done
- Tribute to Thomas Imbach, 31st Sarz Denver Film Festival
- Zürcher Filmpreis 2018 für Glaubenberg
- Zürcher Filmpreis 2020 für Nemesis
- Best Cinematography, International Documentary Film Festival Amsterdam für Nemesis